# Perù ai Giochi della XXV Olimpiade
Il Perù partecipò ai Giochi della XXV Olimpiade, svoltisi a Barcellona, Spagna, dal 25 luglio al 9 agosto 1992, con una delegazione di 16 atleti impegnati in nove discipline.

## Medaglie
| Medaglia | Atleta    | Sport | Evento         |
| -------- | --------- | ----- | -------------- |
| Argento  | Juan Giha | Tiro  | Skeet maschile |